# Cratichneumon piceipes
Cratichneumon piceipes là một loài tò vò trong họ Ichneumonidae.